# Enrique Álvarez Sostres
Enrique Álvarez Sostres (Avilés, Asturias, 11 de abril de 1945) es un político y fundador de Foro Asturias (FAC). Fue diputado en el Congreso de los Diputados entre 2011 y 2015.

## Biografía
Enrique Álvarez Sostres es licenciado en Historia y Geografía por la Universidad de Salamanca, así como catedrático de Bachillerato e inspector de educación.
Perteneció a la directiva regional del Partido Popular de Asturias, y fue coordinador de educación dentro del partido y, entre 1999 y 2004, jefe de la inspección educativa en el Principado. Fue uno de los fundadores Foro Asturias (FAC), perteneciendo a su junta directiva y siendo portavoz de su formación en el parlamento de Asturias.
De cara a las elecciones generales de 2011 encabezó la lista de su partido para el Congreso de los Diputados y renunció a su escaño en el parlamento asturiano, finalmente fue elegido y para la formación de la X legislatura se integró en el grupo de Unión Progreso y Democracia para que esta formación pudiera formar grupo propio. Posteriormente se incorporó al Grupo Mixto y fue designado portavoz del Grupo Mixto en las comisiones de Educación y del Estatuto del Diputado, portavoz adjunto de Fomento y de Cooperación Internacional.